# Wabien Mansholt-Andreae
Wabina (Wabien) Mansholt-Andreae (Heerenveen, 11 september 1874 - Zutphen, 25 augustus 1966) was een voortrekker van de SDAP in Groningen. Mansholt-Andreae was de dochter van Sicco Leendert Andreae (kantonrechter en schoolopziener) en Minke Römer. Op 10 mei 1906 trad zij in het huwelijk met Lambertus Helprig Mansholt, landbouwer, met wie zij twee dochters en drie zoons kreeg.

## Opleiding
Mansholt-Andreae studeerde voor onderwijzeres en vervulde na het behalen van haar akte gedurende vier jaar een betrekking als zodanig te Amsterdam, waar zij socialistische en andere vergaderingen bezocht. Nadat zij de middelbare akten voor de staatswetenschappen had verworven, werd zij lerares in deze vakken aan hogere burgerscholen in Groningen, Warffum, Meppel en Heerenveen. Mansholt-Andreae trad toe tot de SDAP en was in 1905 secretaris van de organisatie in het kiesdistrict Zuidhorn waar zij ook spreekbeurten vervulde. Op een vergadering te Ulrum leerde zij haar toekomstige echtgenoot kennen. Van 1906 tot 1922 woonde het gezin op boerderij 'Torum' in de Westpolder.

## Politiek
Mansholt-Andreae achtte het haar taak om haar jonge kinderen zelf op te voeden en gaf hun zelfs het basisonderwijs van de eerste en tweede klas thuis. Toch bleef zij actief in de socialistische propaganda in het bijzonder voor de vrouwen, mede in het kader van de Bond van Sociaal-Democratische Vrouwenclubs (BSDVC) die in 1908 gesticht werd. Nadat bij de herziening van de grondwet in 1917 het passief vrouwenkiesrecht was ingevoerd, werd Mansholt-Andreae bij de Kamerverkiezingen van 1918 als vierde op de Groningse lijst van de SDAP geplaatst. In het jaar daarop werd zij tot lid gekozen van de Provinciale Staten (waarin zij tot 1927 zitting had) en van de gemeenteraad van Ulrum. Zij werd echter geen Tweede Kamerlid omdat de 'moederplichten' haar verhinderden een dergelijke functie te aanvaarden. Na de verhuizing van het gezin naar Glimmen werd Mansholt-Andreae lid van de raad van de gemeente Haren van 1923 tot 1931. Later vertrok zij met haar echtgenoot naar Heemstede waar de oorlogsjaren 1940 - 1945 werden doorgebracht.
Tot op hoge leeftijd behield Mansholt-Andreae haar vitaliteit en begeleidde ze haar zoon Sicco Mansholt als minister van Landbouw en als lid van de Europese Commissie met min of meer kritische kanttekeningen. Zij bezat grote kwaliteiten als onderlegd spreekster op openbare bijeenkomsten en schreef artikelen en vlugschriften ter verdediging van haar standpunten. Ten aanzien van het gezin en het moederschap huldigde zij - ondanks haar radicale inslag - traditionele opvattingen die zij ook in praktijk bracht. Wabien Mansholt-Andreae overleed op 25 augustus 1966 in het Gelderse Zutphen.